# Ummagumma
Ummagumma este un dublu album al trupei Pink Floyd, lansat în 1969 de către Harvest și EMI în Regatul Unit și de Harvest și Capitol în Statele Unite. Primul disc este un album în concert conținând unele dintre cele mai des cântate melodii în concertele formației la acea vreme, iar al doilea disc conține compoziții individuale ale tuturor membrilor grupului dispuse sub forma unui album de studio.

## Lista pieselor

### Disc 1

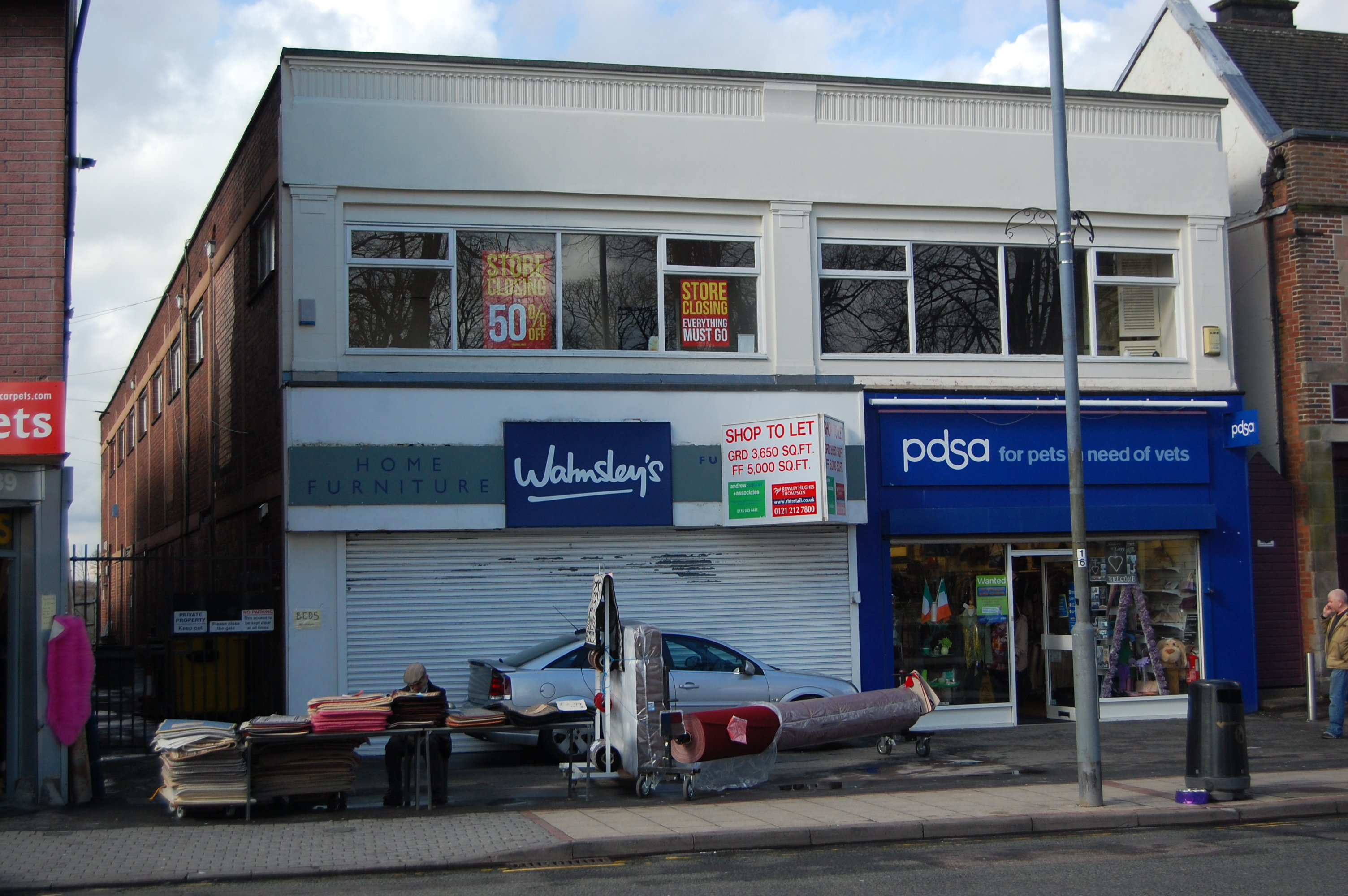

1. "Astronomy Domine" ( Syd Barrett ) (8:29)
2. "Careful with That Axe, Eugene" (Roger Waters, Rick Wright, David Gilmour, Nick Mason) (8:50)
3. "Set The Controls for The Heart of The Sun" (Waters) (9:15)
4. "A Saucerful of Secrets" (Gilmour/Waters/Mason/Wright) (12:48)

### Disc 2
1. "Sysyphus" (Wright) (12:59)
2. "Grantchester Meadows" (Waters) (7:26)
3. "Several Species of Small Furry Animals Gathered Together in a Cave and Grooving with a Pict" (Waters) (4:59)
4. "The Narrow Way" (Gilmour) (12:17)
5. "The Grand Vizier's Garden Party" (Mason) (8:44)

## Componență
- David Gilmour - chitare, voce pe "Astronomy Domine", "Careful with That Axe, Eugene" și "A Saucerful of Secrets", toate instrumentele și vocea pe "The Narrow Way"
- Nick Mason - baterie și percuție; toate instrumentele pe "The Grand Vizier's Garden Party" (cu excepția flautului)
- Roger Waters - chitară bas; voce pe "Astronomy Domine", "Careful with That Axe, Eugene", "Set The Controls for The Heart of The Sun" și "Grantchester Meadows"; chitară acustică pe "Grantchester Meadows"; efecte și voci pe "Several Species of Small Furry Animals Gathered Together in a Cave and Grooving with a Pict"
- Richard Wright - claviaturi; voce pe "Astronomy Domine"; toate instrumentele pe "Sysyphus"